# Ievguenia Albats
Ievguenia Markovna Albats (en russe : Евге́ния Ма́рковна Альба́ц), née le 5 septembre 1958,, est une journaliste d'investigation, politologue, écrivain et animatrice de radio russe. Depuis 2022, elle travaille comme rédactrice en chef du magazine The New Times,.

## Biographie
Le père d'Albats, Mark Yefremovich Albats, était membre d'une équipe de reconnaissance militaire du GRU pendant la Seconde Guerre mondiale, résidant en Ukraine occupée par l'Allemagne. En 1943, il est blessé et renvoyé de l'armée. Il a ensuite travaillé comme ingénieur dans une institution scientifique, concevant des systèmes de radiolocalisation pour l'armée soviétique,. La mère d'Albats, Yelena Izmaylovskaya, était actrice et animatrice de nouvelles à la radio,. La sœur aînée d'Albats, Tatyana Komarova, est animatrice / présentatrice de télévision.
Ievguenia Albats est diplômée du département de journalisme de l'Université d'État de Moscou en 1980. L'une de ses camarades de classe et amies était Anna Politkovskaïa, qui allait devenir journaliste d'investigation et a été assassinée en 2006.

### Carrière de journaliste
Alors qu'elle est encore en terminale au département de journalisme de l'Université d'État de Moscou, Ievguenia Albats commence son travail professionnel en tant que journaliste indépendante pour Komsomolskaïa Pravda. Après avoir obtenu son diplôme, elle réussit à obtenir un emploi d'assistante — mal rémunéré — au « bureau des lettres » (le bureau qui était obligé de répondre au courrier provenant des lecteurs du journal) du supplément dominical d'Izvestia, Nedelya. Parallèlement, elle commence à écrire sur l'astrophysique et la physique des particules pour le même journal. De 1986 à 1992, elle travaille pour Moscow News en tant que correspondante spéciale, écrivant sur la police politique notoire de l'URSS, le KGB. De 1996 à 2006, elle travaille pour Izvestia (anime la chronique hebdomadaire We and Our Children) et Novaïa Gazeta.
Elle a reçu le Golden Pen Award de l'Union russe des journalistes pour avoir dénoncé les mauvaises conditions dans les maternités en 1989.
Albats est licenciée des Izvestia en 1997 après avoir rédigé un important article dénonçant les activités illégales présumées du FSB. Elle est rétablie dans ses fonctions par une décision de justice du 15 mars 1997.
En 2007, Albats devient rédacteur en chef adjoint du magazine The New Times. Le 16 janvier 2009, elle remplace Irena Lesnevskaïa en tant que rédactrice en chef du magazine.
Depuis 2013, elle fait partie des membres du jury du Prix européen de la presse,.

### Activités politiques
De 1993 à 2000, elle a été membre de la Commission de clémence au bureau exécutif du président de la fédération de Russie.

### Recherches et travaux
Albats a été membre de la Nieman Foundation for Journalism de l'université Harvard en 1993.
En 2004, Albats a obtenu un doctorat en sciences politiques de l'université Harvard. Elle travaille à la station de radio Écho de Moscou et écrit pour The Moscow Times.
En 1992, Albats a été nommé consultant pour une commission de la Douma russe chargée d'examiner l'implication du KGB dans la tentative de coup d'État soviétique de 1991. Cette commission était dirigée par Lev Ponomaryov. En tant que membre de cette commission, elle a interviewé des officiers du KGB. Albats a décrit ses découvertes dans The State Within a State: The KGB and Its Hold on Russia - Past, Present, and Future (1994). Le président du KGB, Vadim Bakatin, a donné à Albats le nombre d'officiers du KGB à 180 000 dans une interview post-1991. En utilisant la "règle empirique", "quatre employés non classés du KGB pour chaque officier", Albats a estimé que le nombre d'employés du KGB en Russie en 1992 approchait 700 000, " un [agent de police politique] pour 297 citoyens de Russie ", par opposition à "un tchékiste pour 428 citoyens soviétiques".
Albats a décrit le KGB comme une force politique de premier plan plutôt qu'une organisation de sécurité. Elle a écrit que les directeurs du KGB Lavrenty Beria, Yuri Andropov et Vladimir Kryuchkov ont manipulé les dirigeants du Parti communiste. Elle a affirmé que le FSB, successeur du KGB, était devenu un parti totalitaire. Le journaliste John Barron et le général de division à la retraite du KGB Oleg Kalouguine auraient partagé le point de vue d'Albats.
En 1992, Ievguenia Albats publie un article dans Izvestia citant des documents des archives du KGB selon lesquels David Karr était « une source compétente du KGB » qui « a soumis des informations au KGB sur les capacités techniques des États-Unis et d'autres pays capitalistes ». Elle cite des notes du KGB décrivant des transferts d'argent vers des partis communistes des États-Unis, de Finlande, de France, d'Italie, ainsi que des « relations commerciales » de la famille de Rajiv Gandhi avec le commerce extérieur soviétique,. Albats a appris que le KGB employait le futur patriarche russe Alexius II comme agent sous le surnom de Drozdov. Le transfuge du KGB Vasili Mitrokhin et le prêtre dissident Gleb Yakunin qui avaient accès aux archives du KGB ont rapporté la même information,.
Albats a publié un livre, The Jewish question, en 1995,.

## Vie familiale et personnelle
Ievguenia Albats est mariée au journaliste, écrivain et vulgarisateur scientifique Iaroslav Golovanov et a une fille, Olga (née en 1988),.

## Filmographie
- 2012 : Hiver, va-t-en ! : elle-même